# The Japan News
The Japan News（日语：ジャパン・ニューズ）是日本的一份英文报纸，由读卖新闻东京本社及大阪本社发行。该报也是目前唯一由日本主流全国性报社创办的英文日报。

## 简介
该报的前身为读卖新闻东京本社于1955年创办的英文报纸《The Daily Yomiuri》。1994年，《The Daily Yomiuri》关西版创刊，由读卖新闻大阪本社发行。2008年，《The Daily Yomiuri》中部版由读卖新闻东京本社下辖的中部支社发行。
2013年，报纸改版，并更名为《The Japan News》。